# Ercheia atrivitta
Ercheia atrivitta là một loài bướm đêm trong họ Noctuidae.